# Temporizador

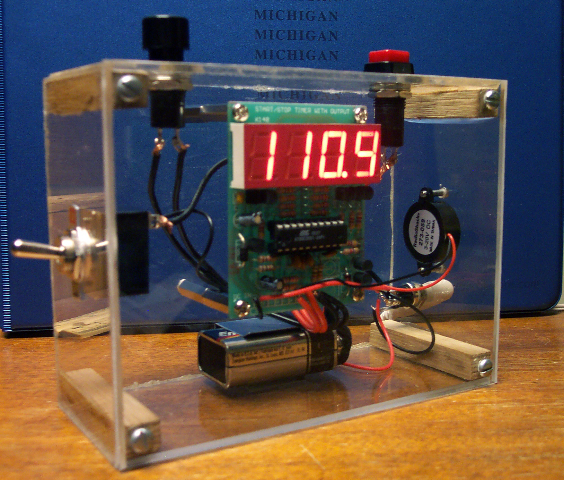
Um temporizador digital caseiro

Um temporizador é um dispositivo capaz de medir o tempo, sendo um tipo de relógio especializado. Ele pode ser usado para controlar a sequência de um evento ou processo. Temporizadores podem ser mecânicos, electromecânicos, digitais, ou mesmo programas de computador, uma vez que os computadores contêm relógios.

## Uso em microprocessadores
Na arquitetura de circuitos microprocessados, os temporizadores são utilizados para gerar bases de tempo que podem ser utilizadas para os mais diversos fins, como por exemplo gerar sinais de clock para outros periféricos do chip, calcular intervalos de tempo ou medir período de sinais. Na arquitetura dos microcontroladores mais utilizadas atualmente no meio acadêmico "MCS51", o "AVR" e o "PIC" estão presentes temporizadores de 8 bits, 16 bits e em sistemas de grande complexidade 32 bits, esses podendo ser configurados pelo usuário para trabalhar de formas distintas.

## Relé temporizado
O relé temporizado é usado para provocar uma ação atrasada por um breve período após uma outra ação. Não se deve confundir relé temporizado termal com temporizadores, contadores e programadores de altíssima precisão. Os relés temporizados são similares aos outros relés de controle em que eles usam uma bobina para controlar a operação dos contatos. A diferença entre um relé de controle e um relé de atraso é que os contatos do relé temporizado demoram um determinado tempo ajustável para alterar seus contatos quando a bobina é energizada ou desenergizada. Os relés temporizados ou relés de atraso de tempo podem ser classificados em relé de on-delay ou de off-delay.
- On-delay - Quando a bobina de um relé temporizado on-delay é energizada, os contatos mudam os estados depois de um tempo pré determinado.
- Off-delay - Quando a bobina de um relé temporizado off-delay é energizada, os contatos mudam imediatamente os estados e depois de um tempo pré determinado voltam para a posição original.

## Na indústria

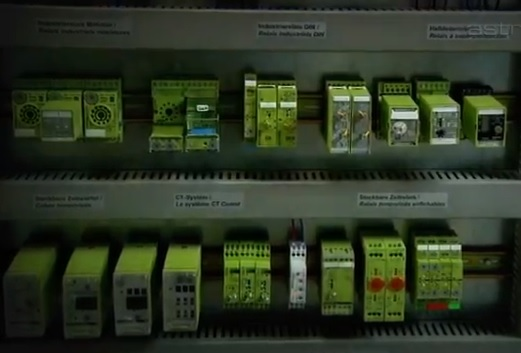
Painel Industrial com Temporizadores

No campo industrial, temporizadores são largamente utilizados em processos produtivos, sejam estes, microprocessados ou com eletrônica convencional. Apesar da diminuição de seu uso com a aparição de novas tecnologias como por exemplo o Controlador lógico programável ou CLP como comumente é chamado, os fabricantes de temporizadores continuam a investir pesado em novas tecnologias que resultam em produtos mais flexíveis. Como é o caso dos timers CIM-multifunções, multi tensão, multi escalas.
A principal vantagem no uso destas tecnologias é a redução de custo para as industrias e consequentemente redução dos custos de suas manutenções. Quando aplicado a necessidade industrial um temporizador com tecnologia CIM pode substituir facilmente mais de 400 possibilidades de temporizadores de eletrônica convencional uma vez que nesta tecnologia o profissional de manutenção pode selecionar dentre as opções praticamente todas as variáveis necessárias para a especificação de um temporizador.

## Especificação

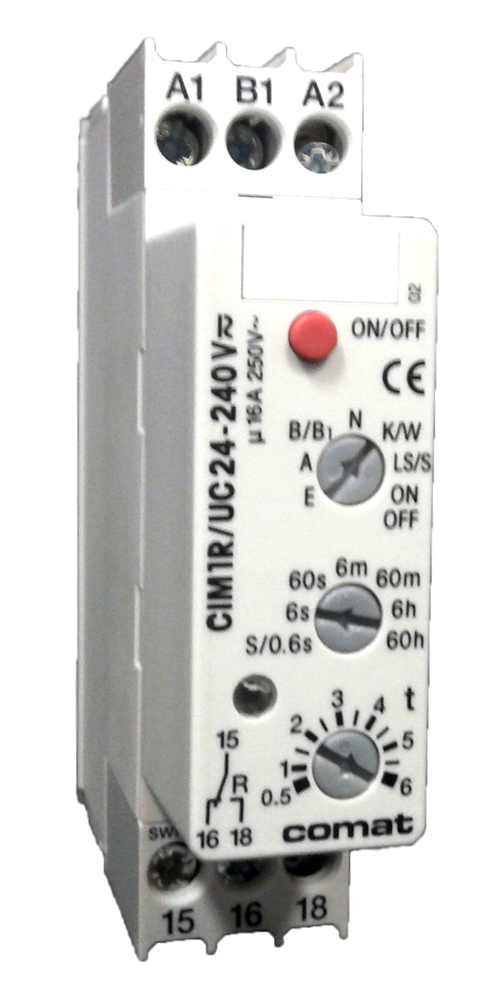
Timer Tecnologia CIM, foto cedida pelo Grupo Comat Releco do Brasil

Para a correta especificação de um temporizador é necessário observar os seguintes aspectos:
- Escala de Tempo - significa o intervalo de tempo que este temporizador precisa ter para operar no sistema que ele será aplicado

Ex: 0-1min ou 0-30min ou 0-60min
- Função - é o mesmo que dizer, como este temporizador irá operar, abaixo pode ser observadas as principais funções. Este aspecto tem que ser observado com muita atenção pois a função do temporizador definirá o resultado da ação que este tomará quando for acionado.

- Alimentação - tensão que existe disponível para fornecer ao temporizador para seu funcionamento

Ex: 24 VDC, 110VAC , 220~250VAC
- Contato - é a "saída" do temporizador que na grande maioria dos casos é um relé, porém existe uma tendencia de uso de temporizadores com saída TRIAC ou MOSFET, denominados temporizadores de Estado Sólido, por oferecerem uma vida elétrica quase que infinita.

## Funções e aplicações
Como demonstrado anteriormente parte importante da especificação de um temporizador passa por conhecer a função que este irá operar, desta maneira é importante conhecer as principais funções de mercado de um temporizador:
- Retardo na energização (Função E) - o temporizador inicia uma contagem de tempo imediatamente quando alimentada sua bobina, porém o seu contato (saída) só é acionada após o tempo determinado, desta maneira existe um retardo na energização do dispositivo ao qual o temporizador irá acionar.

- Piscar / Ciclico (Função B) - o temporizador liga e desliga intermitente de acordo com o tempo pré-definido, em ciclos de liga e desliga iguais, como um pisca-pisca, está função comumente necessita de um pulso de start, quando se remove o pulso de start o temporizador para automaticamente a contagem dos ciclos.

- Piscar / Ciclico (expiring impulse) (Função B1) - idêntica a função acima, porém nesta função caso o pulso de start seja interrompido antes da contagem de um dos ciclos o temporizador terminará o ultimo clico completando o tempo restante neste e após isto sua operação é finalizada.

- Disparo Único (K/W) - nesta função o temporizador conta o tempo pré-determinado e após isto interrompe a saída, independente do "tamanho" do pulso de start, está função é indicada quando o pulso de start pode vir irregular, ou seja ora longo, ora curto. Desta maneira o timer recebe o pulso independente do "tamanho" e modula para um padrão.

- Disparo Único Subida de borda (W) - função muito parecida com a função (K/W) descrita acima, porém o disparo (acionamento da saída) acontece no momento exato em que o start é acionado. Como a própria descrição informa na borda de subida do start. Nesta função o temporizador atua imediatamente com o pulso de start.

- Disparo Único Queda de borda (N)- função muito parecida com a função (K/W) descrita acima, porém o disparo (acionamento da saída) acontece no momento exato em que o start é removido. Como a própria descrição informa na borda de descida do start.  Nesta função o temporizador atua imediatamente quando o pulso de start é removido.

- Retardo na desenergização (A) - nesta função o relé ou a saída do temporizador é acionada imediatamente quando o pulso de start é acionado, porém estando o temporizador ainda alimentado, no momento em que o pulso de start é retirado o temporizador inicia sua contagem e finaliza sua operação ao final do tempo pré-determinado.

- Comutação de impulso (S) - nesta função o temporizador se comporta como um relé step, ou relé de memória. Quando recebe um pulso o temporizador liga e permanece ligado até que recebe um pulso de desliga. Em muitos casos é recomendado o uso de relé de remanência magnética.

- Minuteria (LS) - tipicamente utilizado em prédios e halls para acionamento de iluminação é uma função onde o timer recebe um pulso e aciona lampadas por um tempo pré-determinado.

NOTA: Os termos utilizados para as funções A, E, W, S são os mais comuns de mercado e praticamente padronizados, porém pode haver variações de acordo com fabricantes e países de origem. Consulte o manual da temporizador para completo entendimento da função do fabricante pelo qual optou.